# Scriptaphyosemion roloffi
Scriptaphyosemion roloffi är en fiskart som först beskrevs av Roloff, 1936.  Scriptaphyosemion roloffi ingår i släktet Scriptaphyosemion och familjen Nothobranchiidae. IUCN kategoriserar arten globalt som nära hotad. Inga underarter finns listade i Catalogue of Life.